# 101 (число)
101 (сто один) — натуральное число, расположенное между числами 100 и 102.

## В математике
- Нечётное трёхзначное число;
- Злое число;
- Недостаточное число;
- 26-е простое число;
- Числа 101 и 103 — числа-близнецы;
- 101 — число-палиндром;
- Наименьшее число, которое можно выразить в виде трёх сумм различных полных полных квадратов: {\displaystyle 9^{2}+4^{2}+2^{2}=8^{2}+6^{2}+1^{2}=7^{2}+6^{2}+4^{2}};
- Можно представить в виде суммы трех кубов: {\displaystyle (-3)^{3}+4^{3}+4^{3}};
- 5-й знакочередующийся факториал.

## В науке
- Атомный номер менделевия
- Малая планета (101) Елена
- Комета 101P/Черных

## В военном деле
- M101 — американская 105-мм гаубица
- 101-я воздушно десантная дивизия США
- АК-101 — экспортная версии автомата Калашникова АК74М

## В других областях
101 далматинец — американский мультфильм. 
- Рейс 101
- Вводные курсы в университетах Северной Америки обычно называются «Название предмета 101», например, BIOL 101, CHEM 101.
  - Таким образом, английские выражения вида «„Что-либо“ 101» употребляются в значении «введение» или «для начинающих»[1][2][3].
- 101 день в году — 11 апреля (в високосный год — 10 апреля).
- 101 глава Библии — 11 глава Книги Левит.
- Годао 101 (G101, 101国道) — китайская федеральная трасса Пекин — Шэньян.
- ASCII-код символа «e».
- Числовое представление режима доступа к файлам в Unix-системах: 101 означает, что сам владелец имеет право на выполнение, остальным членам его группы доступ запрещён, всем остальным разрешено выполнение.
- 101 иероглифический ключ Канси — «Юн» 用.
- 101 читается как «LOL» на языке Leet.
- Радио 101 — московская радиостанция, вещавшая в эфире на частоте 101,2 FM с 1992 по 2000 годы.
- 101 — телефонный номер пожарной службы в России, Белоруссии и Украине.

## В культуре

### Фильмы и компьютерные игры
- 101 далматинец — мультфильм и 101 далматинец — фильм.
- В фильме Матрица: в комнате 101 проживал Нео (главный герой).
- В фильме Матрица 2 «Перезагрузка»: ресторан Меровингена «Le Vrai» находится на 101 этаже небоскреба.
- В фильме Матрица 2 «Перезагрузка»: шоссе, где разворачивается сцена с погоней, имеет номер 101.
- Первые серии 1-4 сезонов сериала «Сообщество» имеют в названии число 101: «Испанский 101», «Антропология 101», «Биология 101», «История 101».
- В фильме Терминатор: модель робота терминатора 101 серии Т-800.
- В фильме Мёртвая тишина: комната со 101 куклой.
- В компьютерной игре Fallout 3: главный герой провёл своё детство в убежище 101.
- В сериале «Закрытая школа» в эпизодах пребывания Марии Вершининой в психиатрической клинике неоднократно упоминается палата № 101, где Марию подвергают электросудорожной терапии.

### Прочее
- «За 101-й километр» от Москвы при советской власти высылались из города «неблагонадёжные» граждане.
- В романе Оруэлла «1984» в комнате 101 Министерства Любви находится самая страшная из возможных пыток.